# Ruppenmanklitz
Ruppenmanklitz (westallgäuerisch: Ruppəmanklitz, uf Manglits) ist ein Gemeindeteil des Markts Weiler-Simmerberg im  bayerisch-schwäbischen Landkreis Lindau (Bodensee).

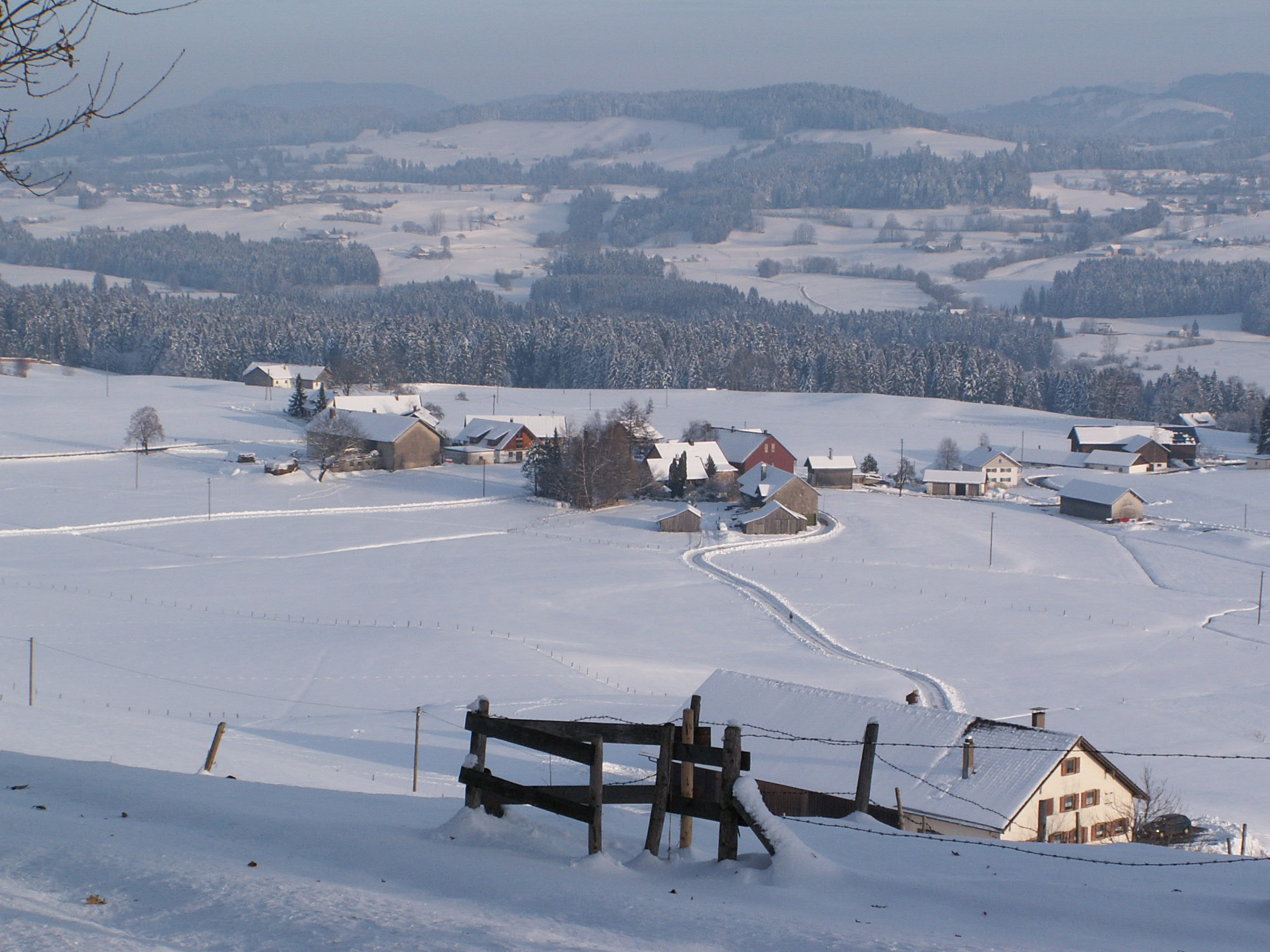
Ruppenmanklitz (2004)

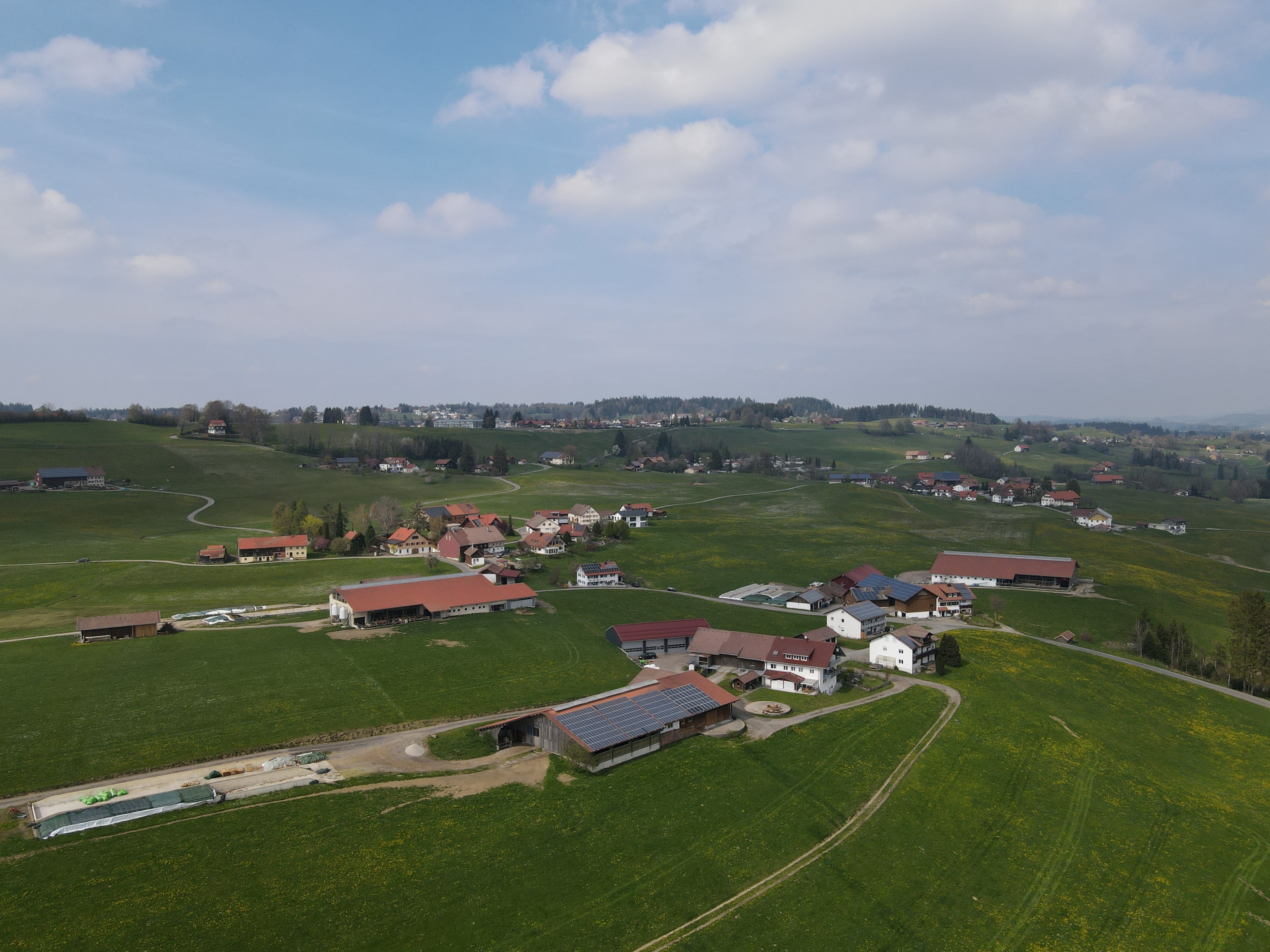
Ruppenmanklitz mit Blick nach Nordost

## Geographie
Das Dorf liegt circa 1,5 Kilometer nordwestlich des Hauptorts Weiler im Allgäu und zählt zur Region Westallgäu. Nördlich der Ortschaft liegt Lindenberg im Allgäu und dort verläuft die Queralpenstraße B 308.

## Ortsname
Der Ortsname setzt sich aus dem Personennamen Antlǖt – vom mittelhochdeutschen antlǖtte für Antlitz – sowie dem Familiennamen Rupp zusammen und bedeutet Ansiedlung des Antlǖt, durch den Familiennamen Rupp als Zusatz unterschieden.

## Geschichte
Urkundlich erstmals wurde Ruppenmanklitz im Jahr 1420 mit Haintz Keller ab der Hůb zwüschent dem Mantlis und dem Wigers in Wiler kilchori erwähnt. Haber- und Geldzinse der Gehöfte wurden zu dieser Zeit an einen „Bartlome Ruppen zum anklns“ abgegeben.